# Represa de Canoas II
La represa de Canoas II, está situada sobre el río Paranapanema, entre los municipios de Palmital, estado de São Paulo y Andirá, estado de Paraná, Brasil.
La presa fue inaugurada en 1999, en conjunto con la represa de Canoas I, posee 3 turbinas tipo Bulbo con una potencia total instalada de 72 MW y su embalse ocupa 22,5 km².